# Гамбурзький університет
Га́мбурзький університе́т (нім. Universität Hamburg) — один з найбільших академічних центрів Німеччини. Попри те, що Гамбурзький університет є одним з наймолодших університетів Німеччини, наукові відкриття та досягнення професорів та випускників університету, п'ять з яких — лауреати Нобелівської премії — увійшли в історію науки і техніки. Входить до асоціації найбільших німецьких університетів German U15.

## Історія
Датою створення Гамбурзького університету вважається 1 квітня 1919. Університет успадкував традиції вищої школи від заснованої в 1613 році в Гамбурзі «Академічної гімназії» (Akademisches Gymnasium). Протягом двох семестрів гімназисти прослуховували загальний курс лекцій, після чого переходили до спеціалізованих курсів, але через малу кількість слухачів гімназія була змушена закритися.
У 1895 році бізнесмен Едмунд Сімерс пожертвував будинок для проведення досліджень та лекцій. Сьогодні ця будівля — головний корпус Гамбурзького університету. У XIX столітті поряд з Академічної гімназією виник ботанічний сад (1821), обсерваторія (1833), хімічна лабораторія (1878), фізична лабораторія (1885) і т. д. Корпус академії розширювався, що призвело в 1907 році до створення «Гамбурзької наукової організації», яка займалася підтримкою наукових експедицій та видавництвом публікацій, і Colonial Institute в 1908 році. На початку XX століття Вернер фон Мелле зробив спробу об'єднати ці інститути в університет, але міський парламент відхилив цю пропозицію. І тільки після Першої світової війни демократично налаштоване населення Гамбурга проголосувало за відкриття «Гамбурзького університету» та призначило Вернера фон Мелле ректором університету.
На базі університету було створено 4 факультети: право, медицина, філософія та природничі науки. Базою для створення медичного факультету була клініка в Еппендорфі, яка прославилася за часів епідемії холери в XIX столітті. Кількість факультетів до 1954 році збільшилася до шести — розділився соціально-економічний факультет і факультет права, також відкрився новий лютеранський теологічний факультет.
1919 року в університеті значилося 1729 студентів. На початку 50-х років число студентів збільшилося до 6000, в 60-х це число подвоїлося, а в 70-ті тут здобували вищу освіту вже 19 200 майбутніх фахівців. Нині в Гамбурзькому університеті навчається близько 39 000 студентів.

## Факультети
- Юридичний факультет[13]
- Медичний факультет[14]
- Школа бізнесу, економіки та соціальних наук[15]
- Факультет інформатики, математики і природничих наук[16]
  - Відділення біології
  - Відділення хімії
  - Відділення наук про Землю
  - Відділення інформатики
  - Відділення математики
  - Відділення фізики
  - Центр біоінформатики[17]
- Факультет гуманітарних наук[18]
- Відділення євангелістської теології
- Відділення філософії
- Відділення історії
- Відділення історії культури
- Європейські мови і література
- Інститут Азії та Африки
- Факультет педагогіки та психології[19]
  - Відділення педагогіки
  - Відділення психології
  - Відділення психологічних дисциплін, що займаються вивченням поведінки

## Відомі співробітники та студенти
У Гамбурзькому університеті навчалися і здобули наукові ступені:
- Ганс Адольф Кребс — лауреат Нобелівської премії в області медицини і фізіології (1953)
- Ганс Єнсен — лауреат Нобелівської премії з фізики (1963)
- Гаральд цур Гаузен — лауреат Нобелівської премії в області медицини і фізіології (2008)
- Шіінг-Шен Черн — лауреат премії Вольфа (1983)
- Гельмут Шмідт — німецький політичний діяч, федеральний канцлер ФРН (з 1974 до 1982)
- Пауль Неверман — перший бургомістр Гамбурга з 1961 до 1965
- Лео Штраус — історик політичної філософії, культуролог
- Ріхард Зорге — радянський розвідник

У Гамбурзькому університеті викладали:
- Отто Штерн — лауреат Нобелівської премії з фізики (1943)
- Вольфганг Паулі — лауреат Нобелівської премії з фізики (1945)
- Вольфганг Пауль — лауреат Нобелівської премії з фізики (1989)
- Карл Фрідріх фон Вайцзеккер — німецький фізик, філософ і політичний діяч
- Вільям Льюїс Штерн — німецький психолог і філософ, творець концепції інтелектуального коефіцієнта
- Йоганн Радон — австрійський математик
- Альбрехт Отто Йоганнес Унзольд — німецький астрофізик
- Вальтер Фрике — німецький астроном
- Бернгард Нохт — німецький гігієніст